# Stjärnkaktussläktet
Stjärnkaktussläktet (Harrisia) är ett suckulent växtsläkte inom familjen kaktusar med cylindriska stammar. Växtsättet varierar från mer eller mindre krypande eller klängande buskar till träd. De flesta arter har rundade åsar som kan variera i antal mellan 5 och 14. Areolerna sitter på åsarna med ett mellanrum av 2,5 cm eller mindre. Taggarna som står ganska rakt ut är upp till 2,5 centimeter långa. De vita trattformade
blommorna kan bli ända upp till tjugo centimeter långa, och har en ganska smal pip. De kommer på sommaren och har en mycket stark doft. Frukterna är oftast ganska stora, 5 till 7,5 centimeter i diameter och gula eller röda till färgen. Fröna är svarta och har en helt unik uppbyggnad.

## Förekomst
Stjärnkaktusar har ett tvådelat utbredningsområde med en grupp arter i södra halvan av Florida, Västindiska öarna och nordöstra Brasilien, medan de andra arter förekommer Gran Chaco-området i Sydamerika, samt Cordillera Occidental i Bolivia. De växer antingen i form av täta snår eller utspridda bland större träd, ibland under nästan djungellika förhållanden.

## Etymologi
Släktets vetenskapliga namn hedrar den jamaikanske botanisten William Harris (1860–1920).

## Systematik
Släktet exakta position i kaktusarnas släktträd är inte fullt utrett, men de räknas vanligen till tribus Trichocereeae. Hypotesen är att släktets ursprung ligger i Anderna och att det sedan vandrat österut och sedan norrut till Västindien. 
Stjärnkaktussläktet delas in i två undersläkten, som båda är indelade i två sektioner vardera. Arterna är inte alltid tydliga och därför varierar namnsättningen något mellan olika författare .

## Odling
Stjärnkaktusplantor är mycket lättodlade och vill ha en jord med mycket humus, två delar humus till en del sand är en bra blandning. De vill ha mycket vatten från vår till höst, då det är varmt. På vintern är det tillrådligt att hålla en minimitemperatur på 8°C. Till vissa västindiska arter och de från Florida klarar däremot en minimitemperatur på 10°C bäst. Dessa plantor kan behöva vattnas någon gång under vintern för att undvika att de skrumpnar onödigt mycket.

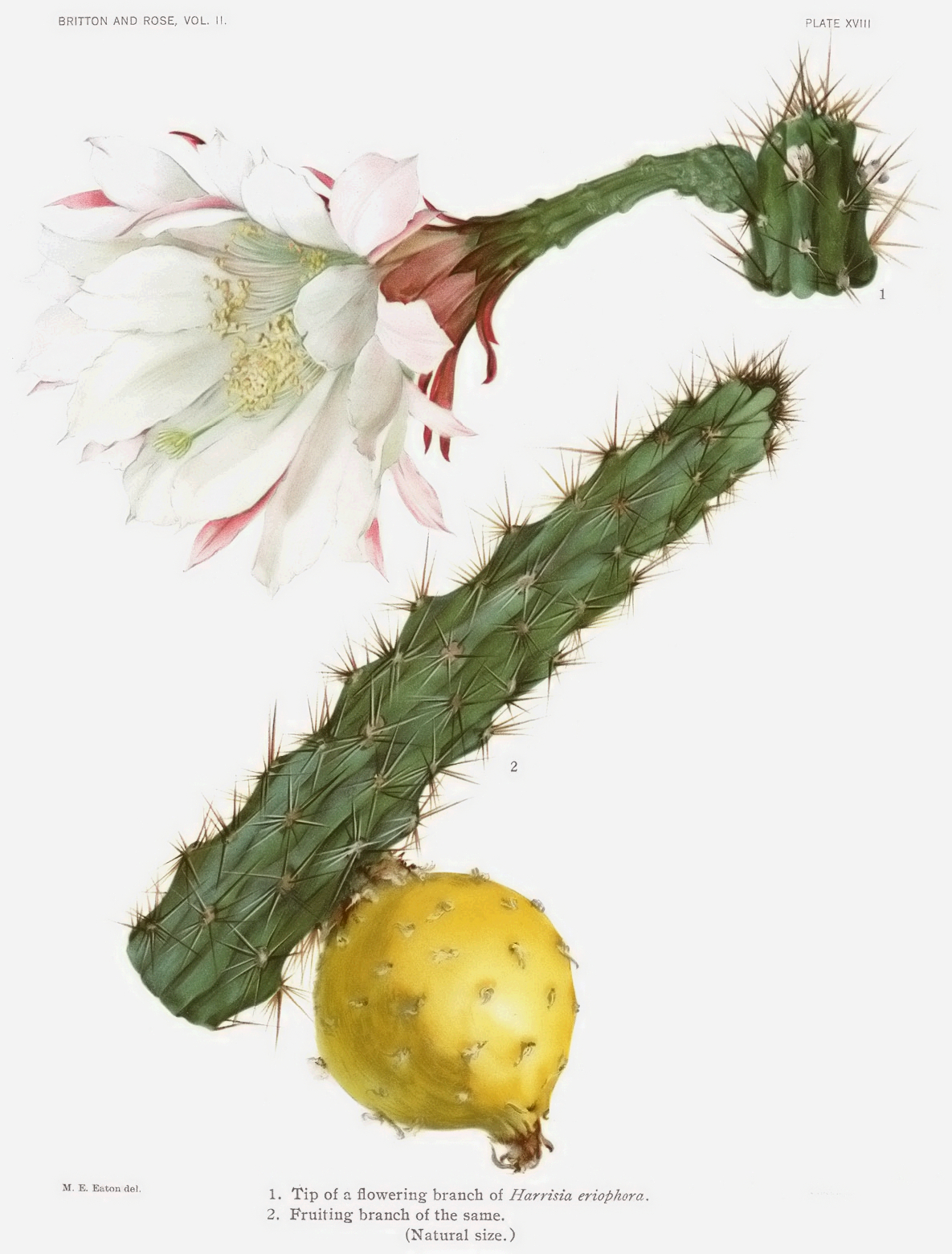
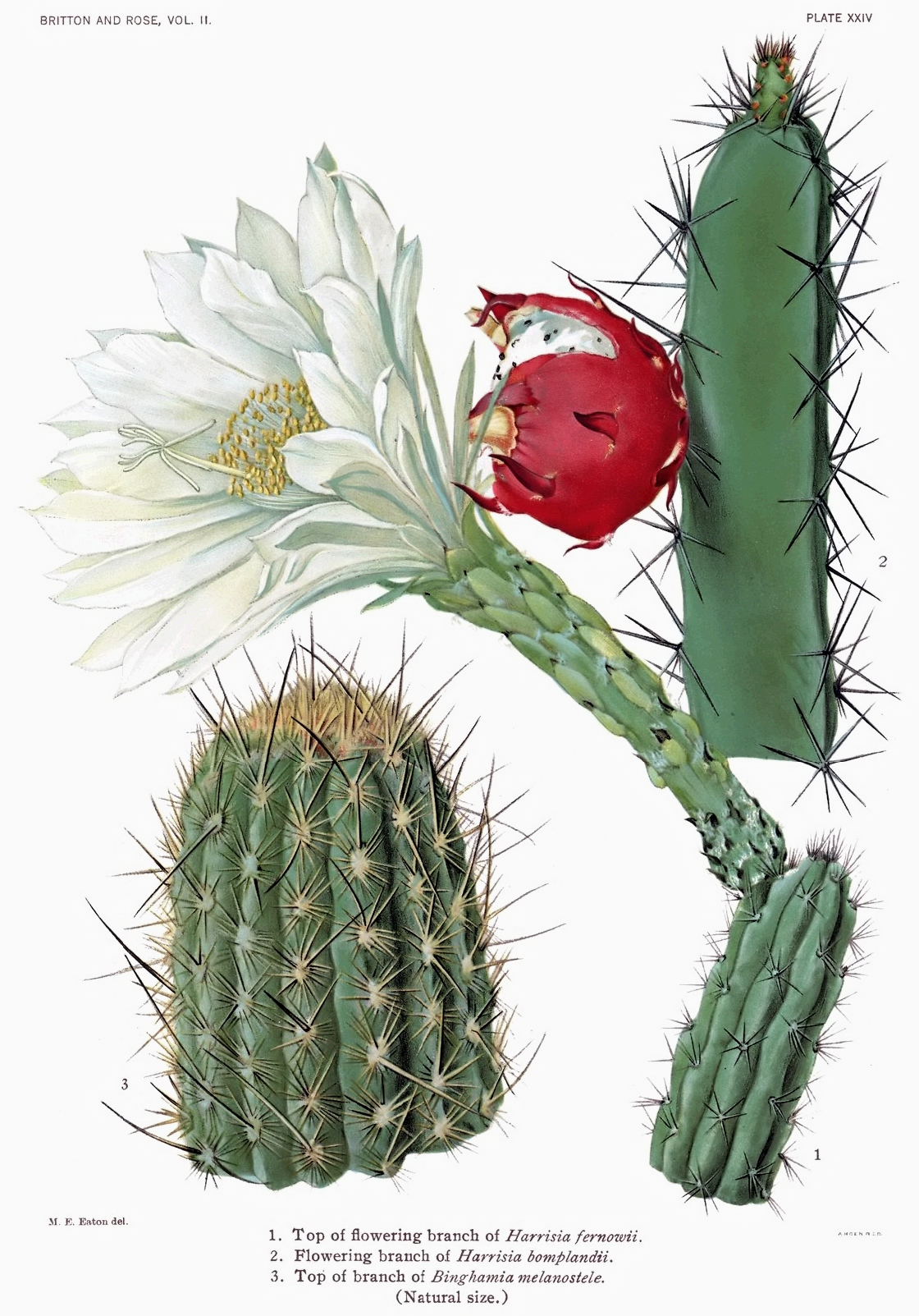
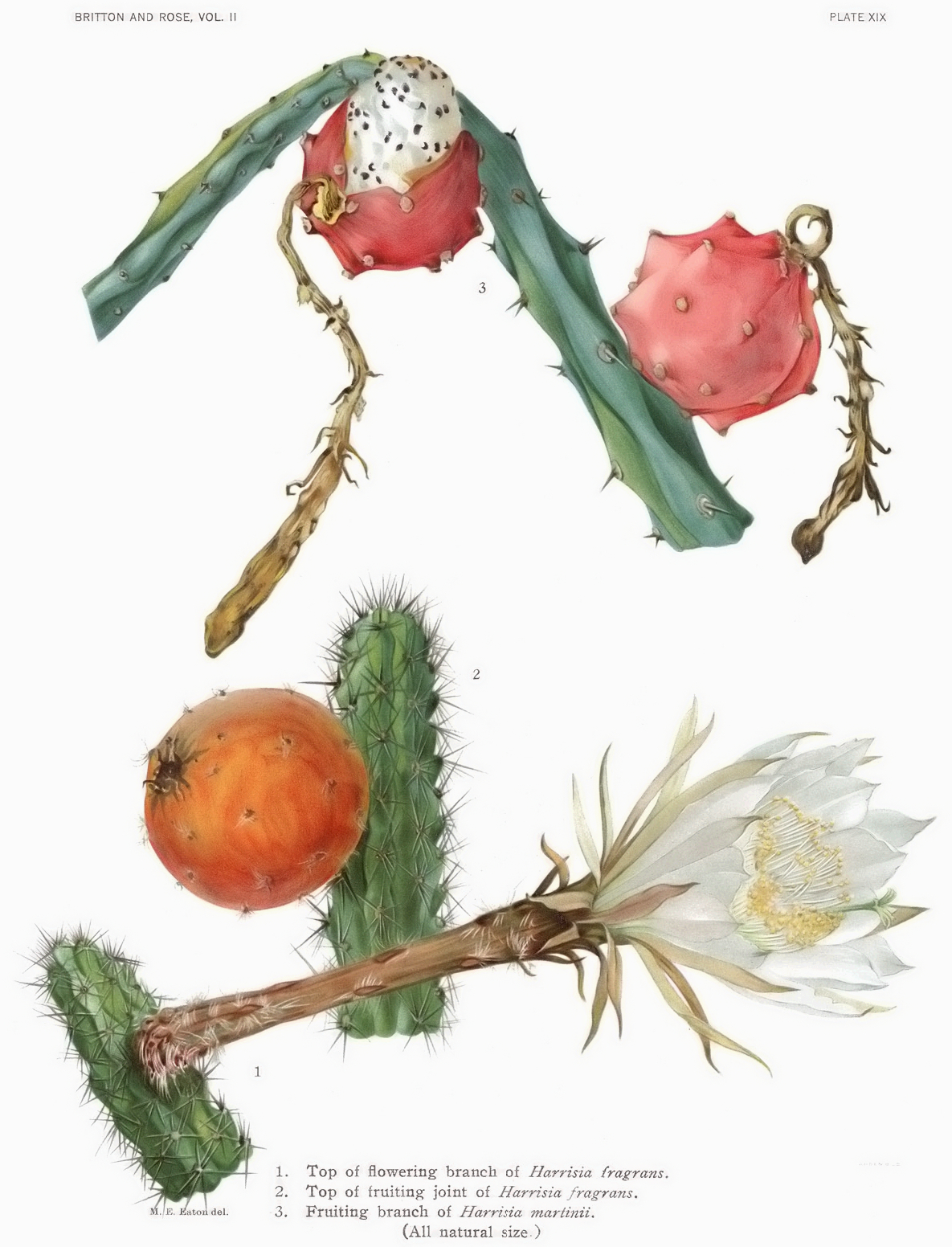
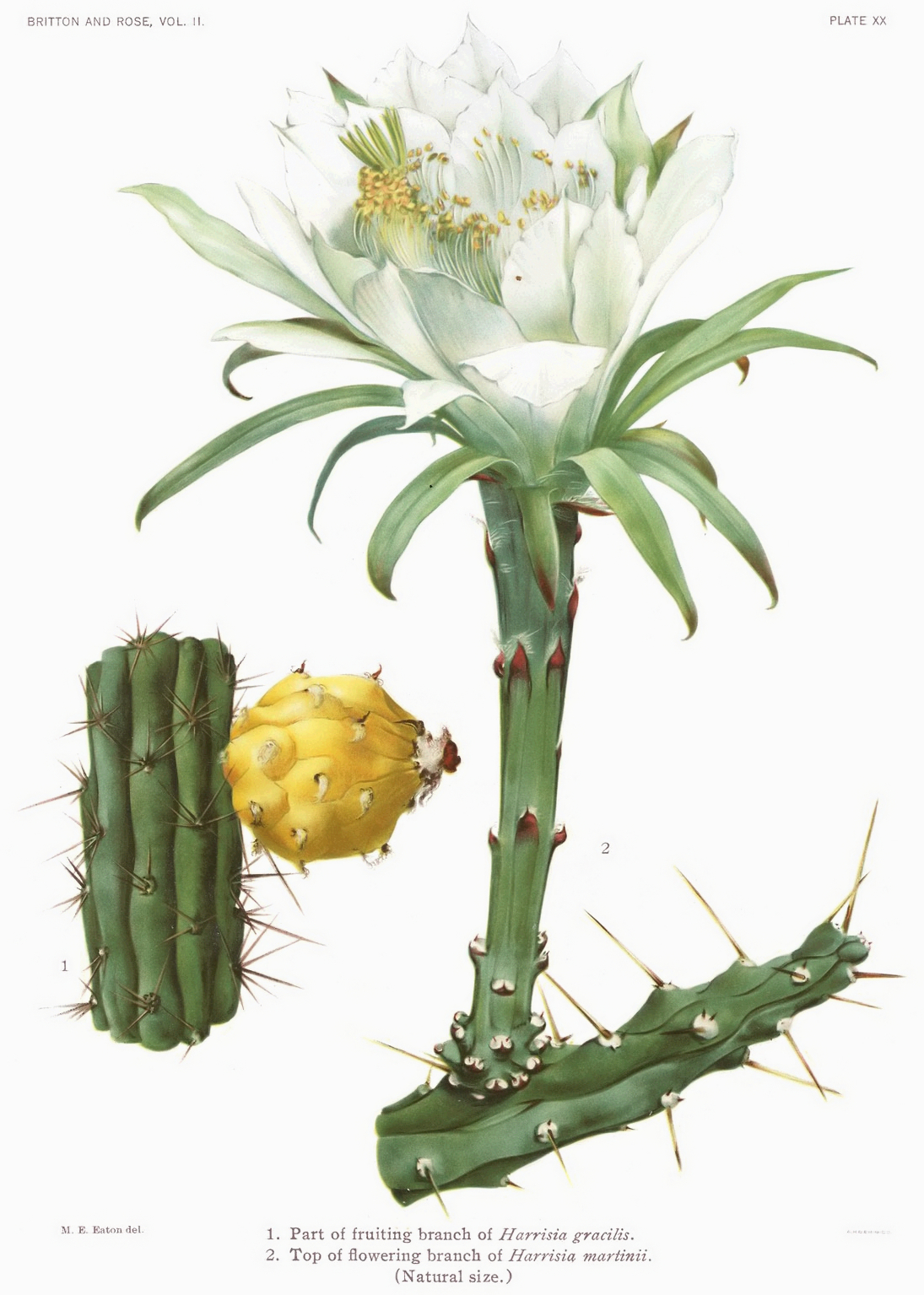
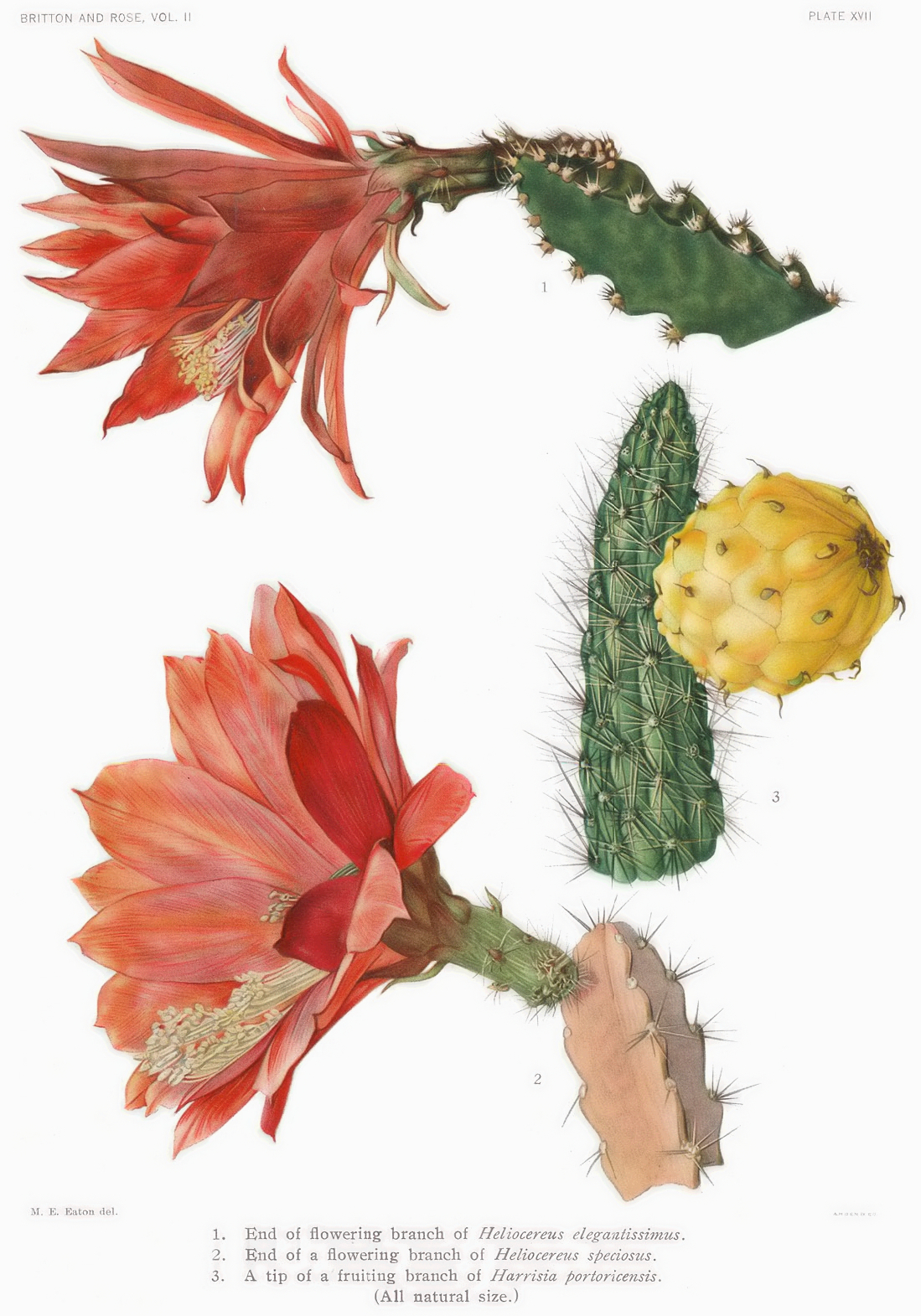
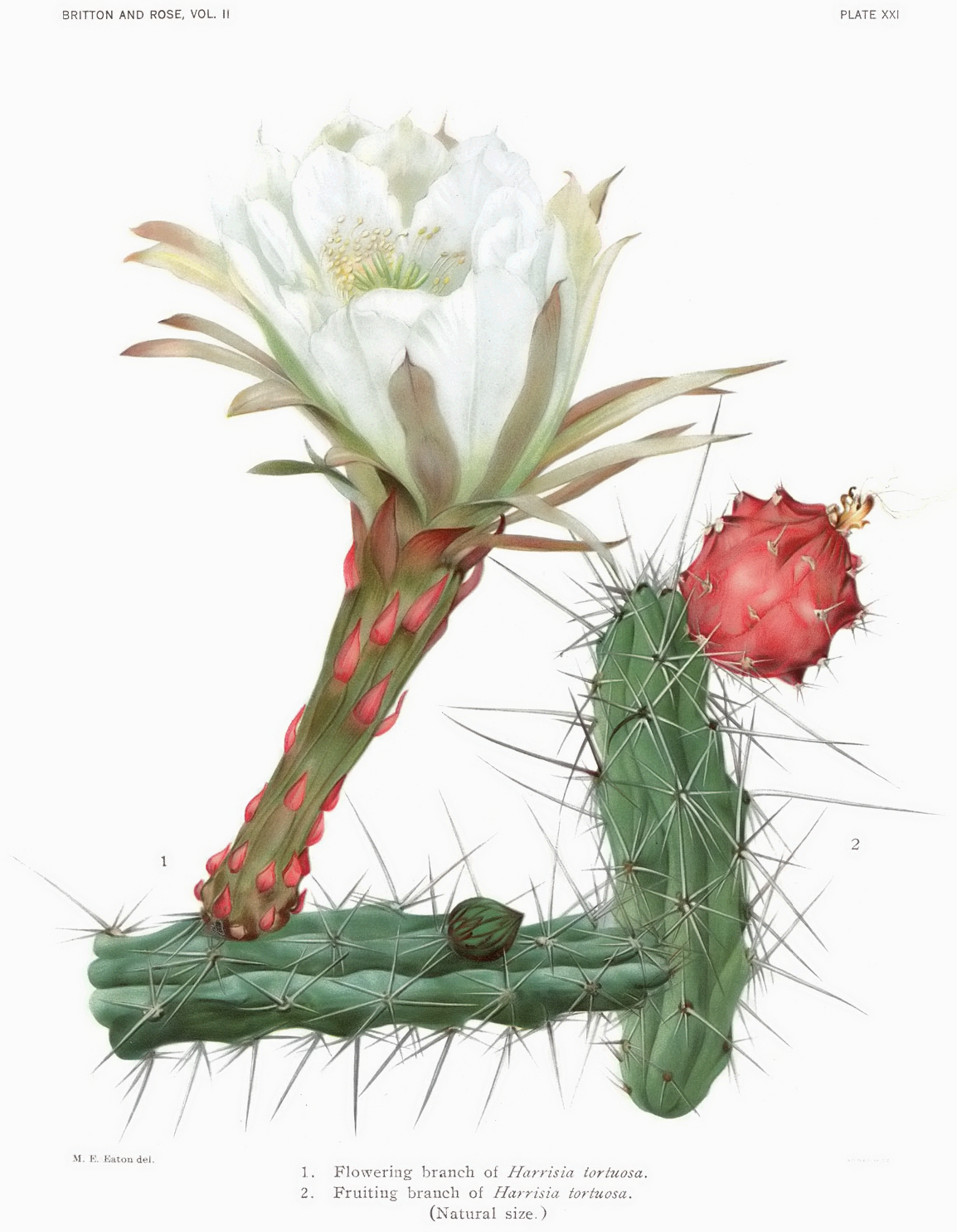